# 弗恩代爾 (密歇根州)
弗恩代爾（英語：Ferndale）是一個位於美國密歇根州奧克蘭縣的城市。

## 人口
根據2020年美國人口普查的數據，弗恩代爾的面積為10.04平方千米，當中陸地面積為10.04平方千米，而水域面積為0.00平方千米。當地共有人口19190人，而人口密度為每平方千米1,911人。